# Gastein Ladies 2007
Gastein Ladies 2007 — тенісний турнір, що проходив на відкритих кортах з ґрунтовим покриттям в Бад-Гастайні (Австрія). Це був перший за ліком турнір Gastein Ladies. Належав до турнірів 3-ї категорії в рамках Туру WTA 2007. Тривав з 23 липня до 29 липня 2008 року. Перша сіяна Франческа Ск'явоне здобула титул в одиночному розряді й отримала 25840 доларів США.

## фінал

### Одиночний розряд
Франческа Ск'явоне —  Івонн Мейсбургер 6–1, 6–4
- Для Ск'явоне це був перший титул за кар'єру, після того, як вона програла у восьми попередніх фіналах.

### Парний розряд
Луціє Градецька /  Рената Ворачова —  Агнеш Савай /  Владіміра Угліржова 6–3, 7–5